# 16132 Angelakim
16132 Angelakim è un asteroide della fascia principale. Scoperto nel 1999, presenta un'orbita caratterizzata da un semiasse maggiore pari a 2,4346758 UA e da un'eccentricità di 0,1410444, inclinata di 1,74670° rispetto all'eclittica.